# Paul Wellstone

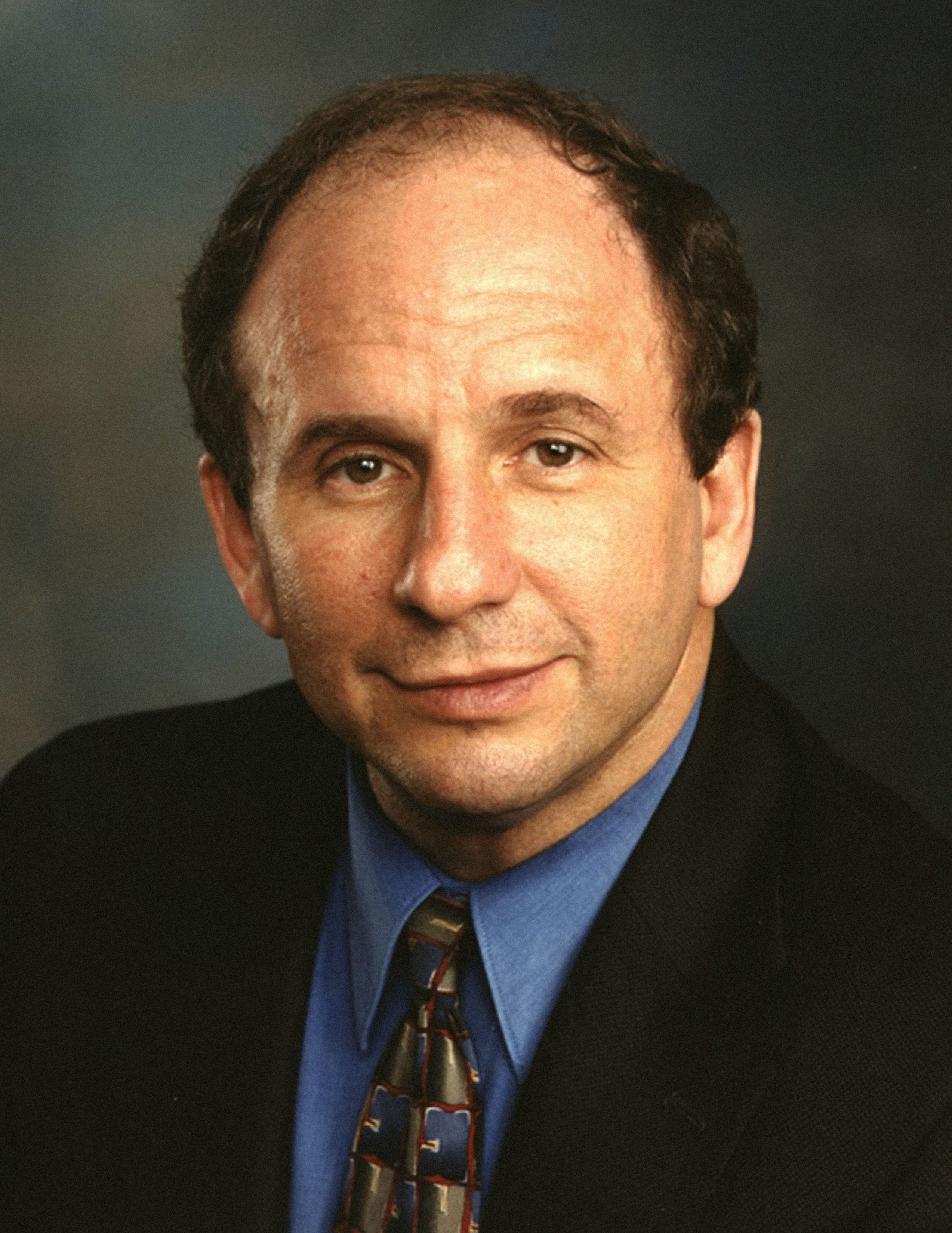
Paul Wellstone

Paul David Wellstone (* 21. Juli 1944 in Washington, D.C.; † 25. Oktober 2002 in Eveleth, Minnesota) war ein US-amerikanischer Politiker und Mitglied der Minnesota Democratic-Farmer-Labor Party. Von 1991 bis 2002 war er Mitglied des US-Senats. Elf Tage vor den Kongresswahlen 2002 kam er bei einem Flugzeugabsturz ums Leben.

## Leben

### Kindheit und Jugend
Paul Wellstone wurde in Washington D. C. als Kind von Leon Wellstone (ursprünglich Wexelstein) und Misha „Minnie“ Danashevsky geboren. Der Vater, Sohn jüdisch-ukrainischer Immigranten, kam 1914 in die Vereinigten Staaten. Die Mutter, ebenfalls jüdisch-ukrainischer Abstammung, wuchs in einer Arbeiterfamilie in New York City auf, wo sie sich auch kennenlernten. Sie heirateten und zogen nach Boston, wo Stephan, Wellstones älterer Bruder, im Jahre 1936 geboren wurde.
Wellstone wuchs in Washingtons Vorort Arlington, Virginia auf. Trotz ihres Hintergrundes waren die Wellstones keine praktizierenden Juden. Im Alter von elf Jahren gab es einen ersten Wendepunkt in Wellstones Leben. Sein Bruder Stephan erlitt einen Nervenzusammenbruch und musste in einer psychiatrischen Klinik behandelt werden, welches die Familie finanziell und im Familienleben stark belastete. Wellstone entwickelte sich in dieser Zeit vom vorbildlichen Schüler zu einem Problemfall, welcher durch schlechte Schulnoten und seine Aggressivität auffiel. Stephan erholte sich nur langsam von seiner psychischen Störung. Mit 15 Jahren entdeckte Wellstone das Ringen für sich, wo er mit seiner kleinen und kräftigen Figur rasch Erfolge erzielen konnte. Schon bald verbesserten sich auch seine schulischen Leistungen und er schaffte den Abschluss auf der Yorktown High School.

### Studium und Beruf
Paul Wellstone studierte Politikwissenschaften an der University of North Carolina at Chapel Hill, wo er als Ringer ein Stipendium erhalten hatte. Aus finanziellen Gründen entschied er, innerhalb von drei Jahren das Studium zu beenden. Im ersten Jahr schaffte er es als Ringer ungeschlagen in das Finalturnier der Atlantic Coast Conference, bei dem er aber verlor. Im zweiten Jahr konnte er sich erneut ungeschlagen für das Turnier qualifizieren und dieses gewinnen. Nach dem Finalerfolg beendete er seine Ringerkarriere. 1965 erreichte er den Bachelorabschluss und wurde in die Phi-Beta-Kappa-Gesellschaft aufgenommen. Vier Jahre später promovierte er. Seine Dissertation trug den Titel: „Black Militants in the Ghetto: Why They Believe in Violence“. Darin thematisierte Wellstone die Situation und Stimmungen der Afroamerikaner in den Ghettos von Durham, North Carolina. Anschließend nahm er ein Angebot des Carleton College in Northfield, Minnesota an und war dort seit Herbst 1969 als Professor der Politikwissenschaften tätig. Bei seinem Arbeitsbeginn war Wellstone kaum älter als seine Studenten, was den Aufbau eines nahen Verhältnisses begünstigte. Auch in seinem Unterrichtsstil und der überaus kritischen Haltung gegenüber der Collegeverwaltung unterschied er sich von anderen Professoren. Er hielt sich nicht an die übliche Vorgehensweise „publish or perish“ und veröffentlichte innerhalb der ersten beiden Jahre nur einen Artikel. Stattdessen organisierte er lokale und regionale Protestaktionen und setzte sich dabei insbesondere für die arme Landbevölkerung ein. Mit der im Juni 1972 entstandenen OBRC (Organization for a Better Rice County) erlangte er für deren ungewöhnlichen Taktiken und Aktionen innerhalb des Bundesstaates Beachtung. Im November 1973 leitete daraufhin die Fakultätsleitung frühzeitig eine Evaluation seiner Arbeit ein, mit dem Ergebnis, seinen auslaufenden Vertrag am Carleton College nicht zu verlängern. Dies stieß innerhalb der Studentenschaft auf großen Protest. Es kam heraus, dass bei der Evaluation gegen Vorschriften des College verstoßen worden war und die Kündigung nicht zu halten sei. Eine anschließende Beurteilung seiner Leistungen durch zwei unabhängige Professoren kam zu einem überaus positiven Ergebnis, sodass Wellstone bereits im fünften Jahr die Anstellung auf Lebenszeit erhielt. Auch in der Folgezeit behielt er seine Auffassung bei und organisierte neben seiner Lehrtätigkeit – teils illegale – Protestaktionen und schloss sich der Democratic-Farmer-Labor Party an. 1978 veröffentlichte er sein erstes Buch: How the Rural Poor Got Power: Narrative of a Grassroots Organizer. Darin beschrieb er seine Arbeit als politischer Aktivist zur Verbesserung der Situation der Unterschicht im ländlichen Minnesota mit Fokus auf die OBRC.

### Privatleben
Paul Wellstone heiratete im Herbst 1963 die aus einer christlichen Mittelklassefamilie in Kentucky stammende Sheila Ison. Ihre Familie war während ihrer Jugendzeit nach Washington D.C. gezogen. Kennengelernt hatten sie sich an einem Strand in Ocean City, Maryland. Sie hatten eine Tochter und zwei Söhne.

## Politische Karriere
Seine politische Karriere begann Anfang der 1980er Jahre. 1982 trat er zur Wahl des Minnesota State Auditor an, unterlag jedoch Arne Carlson. 1988 arbeitete er als Wahlkampfmanager für Präsidentschaftskandidat Jesse Jackson. 1990 ließ er sich zu den Kongresswahlen für den US-Senat aufstellen. Obwohl er im Vorfeld der Wahlen gegenüber dem langjährigen Senator Rudy Boschwitz als Außenseiter galt, konnte er die Wahl knapp für sich entscheiden und wurde am 3. Januar 1991 Senator im US-Kongress. 1996 konnte sich Wellstone bei den Kongresswahlen erneut gegen Boschwitz durchsetzen. Nach der gewonnenen Wahl brachte er sich als Kandidat für die Präsidentschaftswahlen 2000 ins Gespräch. Im Januar 1999 gab er jedoch bekannt, dass er nicht antreten werde. Als Grund nannte er eine alte Verletzung vom Wrestling. Später stellte sich heraus, dass er tatsächlich an einer primär progredienten Multiplen Sklerose erkrankt war.
Wellstone galt als liberaler und progressiver Politiker aus dem linken Flügel der DFL. Neben Verbesserungen im Gesundheitssystem und Bildungswesen, setzte er sich auch für die Belange der einkommensschwachen Bevölkerung und Immigranten ein und war als Friedensaktivist tätig. So stimmte er 1991 gegen den Golfkrieg und auch später engagierte sich Wellstone gegen den von George W. Bush vorbereiteten Irakkrieg („Ich glaube nicht, dass die Regierung bisher überzeugende Argumente für einen Militärschlag gegen den Irak hat“) und stimmte am 10. Oktober 2002 im US-Senat gegen die Irakkriegsresolution. Entgegen ersten Befürchtungen, diese Haltung könne ihm den Vorsprung in den Umfragen kosten, trat ein gegenteiliger Effekt ein, sodass seine Wiederwahl als sicher galt.

## Tod

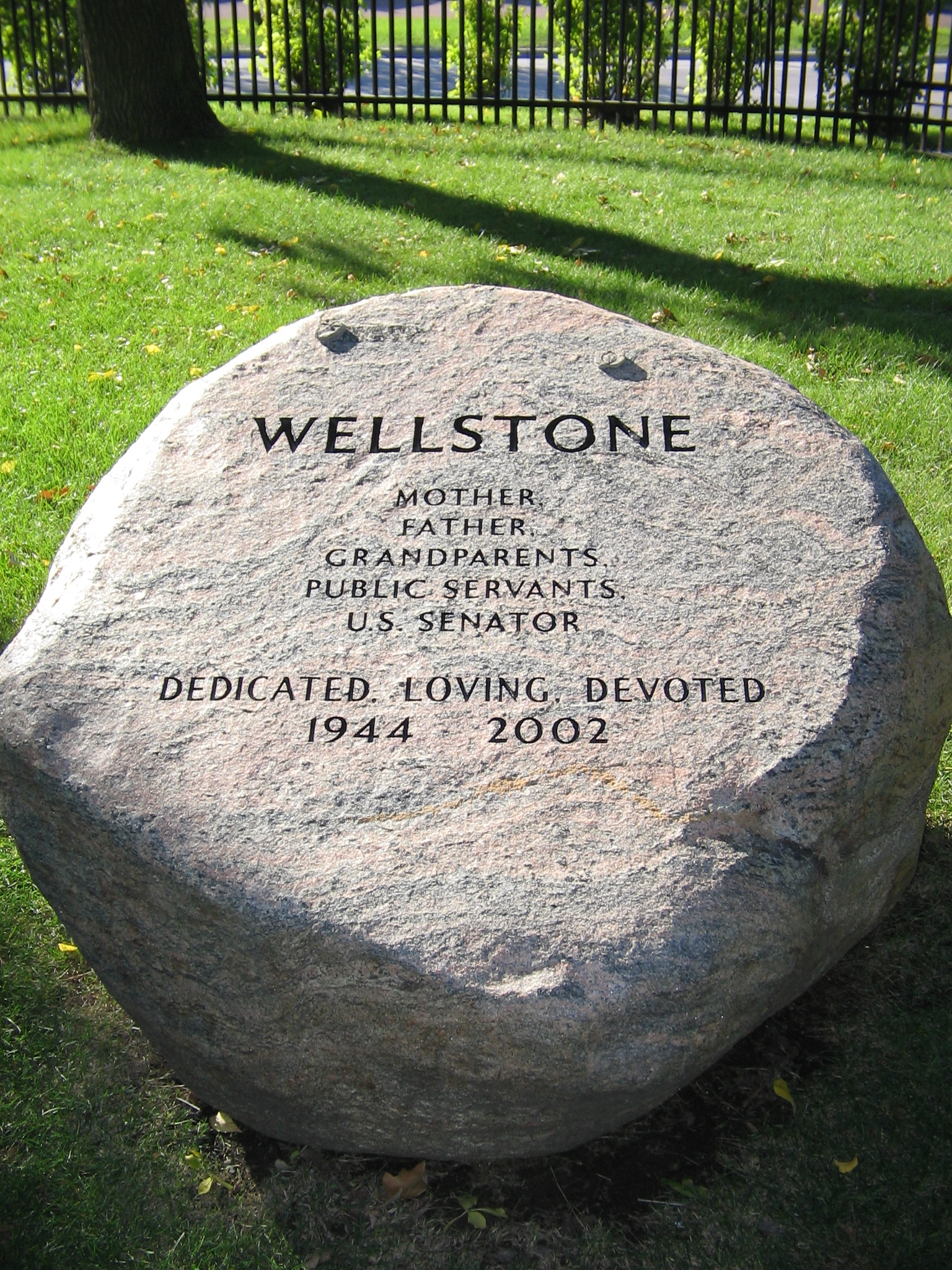
Grabstein auf dem Familiengrab

Wellstone kam wenige Tage vor den Kongresswahlen 2002 bei einem Flugzeugabsturz ums Leben. Für den 26. Oktober 2002 war eine Debatte mit Herausforderer Norm Coleman in Duluth geplant gewesen. Wellstone wollte am Tage zuvor in der Iron Range Wahlkampf machen und an der Beerdigung des Vaters von Tom Rukavina, einem Abgeordneten im Repräsentantenhaus Minnesotas und Vertrauten Wellstones, teilnehmen. Am Morgen herrschten nasskalte Wetterverhältnisse mit Warnungen vor gefrierendem Regen und Schneefall. Die anfänglichen Bedenken des Piloten und Wellstones konnten jedoch ausgeräumt werden, sodass gegen 9:30 Uhr die Maschine vom Holman Field (St. Paul Downtown Airport) in St. Paul in Richtung Eveleth abhob.
Gegen 10:22 Uhr des 25. Oktober 2002 stürzte die Beechcraft King Air A100 gut drei Kilometer vor dem Eveleth-Virginia Municipal Airport im Landeanflug in ein Waldgebiet. Neben Wellstone starben seine Ehefrau, seine Tochter, drei Assistenten sowie die beiden Piloten. Als Unfallursache wurden zunächst die schwierigen Wetterverhältnisse vermutet. Beide Piloten wurden negativ auf Alkohol und andere Drogen getestet. Im Verlauf der Untersuchungen kamen Zweifel an der Befähigung von Pilot bzw. Copilot auf, letzterer hatte das Flugzeug zum Zeitpunkt des Absturzes gesteuert. Die Flugfähigkeit von beiden sei unterhalb des Durchschnitts gewesen. Die Untersuchungen des National Transportation Safety Board diagnostizierten als Absturzursache einen Pilotenfehler. Das Flugzeug war durch Geschwindigkeitsdrosselung unter Abrissgeschwindigkeit geraten. Den entstandenen Sackflug konnten die Piloten nicht mehr rechtzeitig auffangen.
Ferner wurden im Zuge der Ermittlungen Unregelmäßigkeiten beim Drehfunkfeuer des Flughafens festgestellt. Bei einem Anflugversuch am Folgetag wurde eine signifikante Abweichung beobachtet: Das Peilsignal lenkte das Flugzeug auf einen Punkt ein bis zwei Meilen südlich des Flughafens, was auch der Flugroute der Unfallmaschine entsprach.
Bei der Trauerfeier, welche im nationalen Fernsehen übertragen wurde, nahmen rund 20.000 Menschen teil, darunter viele Spitzenpolitiker der Demokratischen Partei. Wellstone wurde auf dem Lakewood Cemetery in Minneapolis beigesetzt. Der frühere Präsidentschaftskandidat Walter Mondale wurde als Ersatzkandidat nominiert, verlor aber die Wahl gegen den Republikaner Norm Coleman.